# 傅丽莉
傅丽莉（1959年5月12日—），山东人，中国大陆女演员。

## 简历
上海戏剧学院表演系77级毕业生。處女作為电影《红叶铺满小路》。80年代-90年代是创作高峰期，演出了大量的影、视剧。如在黄建新的电影《站直了，别趴下》中扮演三儿，获得了中国电影最高奖——金鸡奖提名奖；韩三平的电影《避难》中扮演杨柳风及电影《巾帼英烈》，分获百花奖提名。在电视剧《洋行里的中国小姐》里表现出色，获得了中国电视观众投票最高奖——金鹰奖最佳女主角提名奖。现为中国国家话剧院，国家一级演员。

## 家庭
傅丽莉的丈夫是著名演员孙淳，是他在上海戏剧学院77级表演系的同班同学。孙淳代表作有电影：《摇啊摇，摇到外婆桥》；《大阅兵》；《留守女士》；《秋喜》。电视剧：《走向共和》；《人间正道是沧桑》等等。兩人合作的电影有：《测谎器》、《大剧院灯火辉煌》、《荒岛枪声》。电视剧：《今夜有暴风雪》、《换个活法》、《洋行里的中国小姐》 。

## 获奖
个人获奖：
- 1984年：电影《巾帼英烈》获百花奖最佳女主角提名。
- 1988年：电影《避难》获百花奖最佳女主角提名。
- 1987年：荣获文汇报，中国电影时报新时期十年（1976-1986） 电影奖最佳女演员奖提名。
- 1992年：故事片《站直了，别爬下》饰三儿。获中国电影第十三届金鸡奖‘最佳女配角评委会提名’奖。
- 1992年：故事片《站直了，别爬下》饰三儿。并荣获第三届四川省‘十佳演员’称号）
- 1994年：电视剧连续剧《洋行里的中国小姐》饰叶萍。荣获第十三届大众电视金鹰奖‘最佳女主角提名’奖。

作品获奖：
- 1982年：电视剧《弯弯的石径》获第一届中国电视剧飞天奖三等奖。
- 1983年：电视连续剧《今夜有暴风雪》获第三届中国电视剧飞天奖一等奖。
- 1983年：电视连续剧《今夜有暴风雪》获第三届中国电视剧金鹰奖一等奖。
- 1994年：电视剧连续剧《洋行里的中国小姐》获飞天奖二等奖。

## 电视作品
| 拍摄日期 | 播出     | 剧名                   | 角色       | 导演   | 合作演员             |
| -------- | -------- | ---------------------- | ---------- | ------ | -------------------- |
| 1982年   | CCTV     | 《弯弯的石径》         | 饰安安     | 米家山 | 张国立、朱琳。       |
| 1982年   | CCTV     | 《等她叫你妈妈的时候》 | 饰曲佩云   |        | 潘晓阳。             |
| 1983年   | CCTV     | 《今夜有暴风雪》       | 饰郑亚茹   | 孙周   | 孙淳、王咏歌，任梦。 |
| 1987年   | CCTV     | 《野玫瑰与黑郡主》     | 饰黑郡主   | 张黎青 | 金燕。               |
| 1989年   | 中国大陆 | 《勾魂牌》             | 饰樱子     | 李忠信 | 孙淳。               |
| 1990年   | 中国大陆 | 《索斯比编号43》       | 饰中国侦探 | 黄建新 |                      |
| 1991年   | CCTV     | 《死亡祸车》           | 饰舵爷     |        | 冯献真。             |
| 1992年   | 中国大陆 | 《珍重朋友》           | 饰陈飘飘   |        | 魏子。               |
| 1992年   | 中国大陆 | 《中国知青部落》       | 饰饶一苇   | 袁军   | 吴冕。               |
| 1993年   | CCTV     | 《重温浪漫年华》       | 饰青荷     |        | 周里京、韩月桥。     |
| 1994年   | 中国大陆 | 《洋行里的中国小姐》   | 饰叶萍     | 武真年 | 孙淳、傅艺伟、杨坤。 |
| 1995年   | 中国大陆 | 《他乡明月》           | 饰奎恩     |        | 李媛媛、赵越。       |
| 1995年   | 中国大陆 | 《换个活法》           | 饰郝晴     | 沈晓萌 | 孙淳，方青卓。       |
| 1995年   | CCTV     | 《重案探组》           | 饰婉蓉     | 顾晶   | 牛莉。               |
| 1996年   | 中国大陆 | 《多恼河上的黄太阳》   | 饰史尚薇   | 薛飞   | 陈宝国、王茜         |
| 1997年   | 中国大陆 | 《欲望别墅》           | 饰章思渺   | 小岛   | 申军谊。             |
| 1998年   | CCTV     | 《回家的萨克斯》       | 饰王曼行   | 张建栋 | 孙淳。               |

## 电影作品
| 拍攝年度 | 首映日期 | 出品     | 片名               | 角色     | 导演     | 合作演员                     |
| -------- | -------- | -------- | ------------------ | -------- | -------- | ---------------------------- |
|          | 1983年   | 中国大陆 | 《红叶铺满小路》   | 饰兰子   | 张导演   | 祝延平、李克纯。             |
|          | 1983年   | 中国大陆 | 《巧哥儿》         | 饰巧哥儿 |          | 廖京生。                     |
|          | 1984年   | 中国大陆 | 《巾帼英烈》       | 饰白露萍 | 李险峰   | 奔能进。                     |
|          | 1985年   | 中国大陆 | 《绞索下的交易》   | 饰林曼丽 | 宋崇     | 麦文艳、严小平。             |
|          | 1985年   | 中国大陆 | 《荒岛枪声》       | 饰于萍   | 江海洋   | 孙淳、袁苑、仇永力、洪丹强。 |
|          | 1986年   | 中国大陆 | 《大阅兵》         | 饰孙放   | 陈凯歌   | 王学圻、吴若甫。             |
|          | 1986年   | 中国大陆 | 《残酷的情人》     | 饰沈娅菲 | 殷向林   | 孙淳、夏宗佑、王树人、牛千。 |
|          | 1988年   | 中国大陆 | 《避难》           | 饰杨柳风 | 韩三平   | 廖雪秋。                     |
|          | 1988年   | 中国大陆 | 《金钱大裂变》     | 饰赵影   | 谢于彦夫 |                              |
|          | 1990年   | 中国大陆 | 《都市刑警》       | 饰冯敏   |          |                              |
|          | 1991年   | 中国大陆 | 《情归鹭岛》       | 饰吴玮英 | 胡玫     | 周里京。                     |
|          | 1992年   | 中国大陆 | 《站直了，别趴下》 | 饰嘉三儿 | 黄建新   | 冯巩、牛振华、达式常。       |
|          | 1993年   | 中国大陆 | 《测谎器》         | 饰周怡   | 周晓文   | 孙淳。                       |
|          | 1997年   | 中国大陆 | 《白山黑水》       | 饰林荫   | 张亦飞   |                              |
|          | 1999年   | 中国大陆 | 《梦幻田园》       | 饰大姐   | 王小帅   |                              |